# Herttoniemi

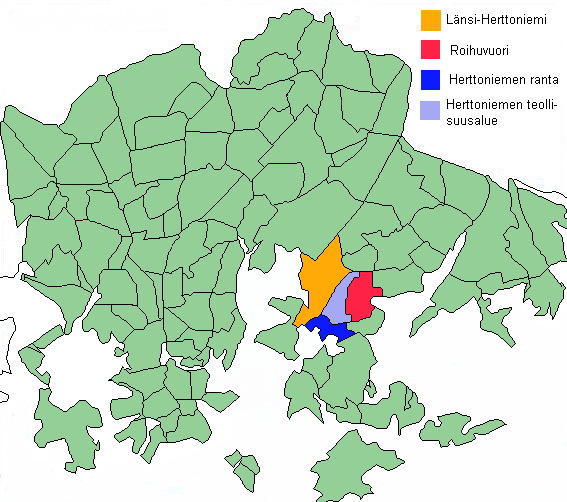
Poziţia cartierului Herttoniemi în Helsinki

Herttoniemi (Hertonäs în suedeză) este un cartier mare în Helsinki, Finlanda, situat 7 km est de la centrul orașului. Cartierul este servit de stația de metrou Herttoniemi.